# Wettinové
Wettinové jsou starý saský šlechtický rod, jehož kořeny sahají do 10. století, kdy byli poprvé doloženi jako hrabata v Harzgau. Později se Wettinové stali vévody a kurfiřty a nakonec i králi saskými. V Sasku vládli do roku 1918. Počátkem 20. století byli prostřednictvím různých rodových větví dědičnými monarchy v několika evropských zemích a v Britském impériu, od roku 2022 vládnou už pouze v Belgii.

## Původ a růst moci
V 10. století byli příslušníci rodu hrabaty z Wettinu, odkud přijali své pojmenování. Uvažuje se o jejich příbuzenských vazbách se slovanskými rody z Posálí (i např. Buzici).[zdroj?] Roku 1088 získali Wettinové poprvé míšeňské markrabství, které se podařilo postupně ovládnout Konrádu I. Velikému (markrabě v letech 1130–1157). Postupně připojovali ke svému majetku další državy, například po rodech Grojčských a Ekkerhardovců nebo léna v Lužici. Roku 1243 udělili císař Fridrich II. Štaufský jednomu z tehdy nejvýznamnějších říšských šlechticů Jindřichovi Jasnému 1288 lankrabství durynské, které tehdy patřilo protikráli Jindřichu Raspemu z rodu Ludvíkovců. Po jeho smrti roku 1247 museli Wettinové bojovat o jeho udržení, což se jim z velké části podařilo.
Příslušníci rodu se sňatky spojovali s významnými panovnickými rody, Babenberky, Přemyslovci (královna Adléta Míšeňská, manželka Přemysla Otakara I.), Štaufy. Postupně bylo zformováno velké rodové panství s centrem v Míšni, která zažila ve středověku velký hospodářský i stavební rozmach.
V letech 1267–1271 uvažoval český král Přemysl Otakar II., který v té době ještě neměl legitimního následníka, o svém prasynovci Fridrichu I. Pokousaném (1257–1323), budoucím míšeňském markraběti (1291–1323) a durynském lankraběti (1307–1323), z rodu Wettinů jako o svém možném nástupci na český trůn. Zasnoubil ho se svou starší dcerou Kunhutou a nevěstě přiřkl jako věno veškeré přemyslovské državy. Fridrich I. se později, po zavraždění Václava III., angažoval v Čechách ve prospěch Jindřicha Korutanského.
Roku 1423 udělil císař Zikmund Lucemburský svému spojenci proti husitům z roku 1421 Fridrichu IV. Bojovnému (1370–1428) sasko-wittenberské vévodství, kde tehdy vymřela vládnoucí dynastie, a současně mu předal také kurfiřtskou hodnost. V důsledku toho byl pojem Sasko přenesen na Míšeňsko. Tím byl dovršen vzestup Wettinů mezi říšská knížata, vládnoucí elitu země. Poté se novopečený saský kurfiřt účastnil ještě dalších neúspěšných křižáckých tažení proti husitům v roce 1426 (bitva u Ústí) a 1427 (bitva u Tachova).

## Ernestinská a albertinská větev
Roku 1464 se vlády ujali společně bratři Arnošt (1441–1486) a Albert III. Srdnatý, také Albrecht Statečný (1443–1500). V roce 1483 získali po smrti svého strýce Viléma ještě durynské lanckrabství a rozhodli se, že se o rozsáhlý rodový majetek podělí. Lipskou smlouvou v roce 1485 se Wettinové rozdělili na dvě větve: ernestinskou, jež získala Wittenbersko, část Durynska a kurfiřtský hlas (sídlo ve Wittenbergu), a albertinskou, která vládla v míšeňském markrabství a druhé části Durynska (sídlo bylo přeneseno z Míšně do Drážďan). Vládci albertinské větve se titulovali jako saští vévodové.
V 16. století se Wettinové stali významnými příznivci Martina Luthera a jeho reformního učení. Arnoštův syn kurfiřt Fridrich Moudrý (vládl 1486–1525) založil roku 1502 univerzitu ve Wittenbergu, na níž později Martin Luther působil. Stal se spolehlivým ochráncem reformátora, který byl dán do klatby a skrýval ho na svém hradě Wartburgu u Eisenachu. Horlivě hájil proti císaři práva německých knížat na náboženskou svobodu a suverénní vládu v jejich teritoriálních knížectvích. Roku 1519 mu byla nabídnuta koruna německého krále, kterou však odmítl. Jeho syn Jan Fridrich (vládl 1525–1547) se postavil do čela protestantské šmalkaldské jednoty. Po její porážce u Mühlberka ho císař Karel V. zajal, odebral mu kurfiřtský hlas a řadu držav (například Wittenbersko) a přenesl je na albertinskou větev v osobě Albrechtova vnuka Mořice Saského. Mořic byl sice rovněž luterán, ale zpočátku císaře podporoval. Wittenbersko připadlo Mořicovi, ostatní državy ernestinské větve rodu v Durynsku se postupně rozpadly na menší vévodství. Albertinská větev rodů Wettinů držela poté kurfiřtský hlas až do zániku Svaté říše římské roku 1806.

## Další vzestup rodu
S osudy Saska a Durynska byli Wettinové spojeni až do roku 1918. Vládli nejen v saském kurfiřtství (od 1806 království), ale vedlejší větve rodu také v drobnějších tzv. ernestinských vévodstvích, která vznikla na historickém území Durynska: např. Sasko-Kobursko a Gothsko, Sasko-Meiningensko, Sasko-Výmarsko (od 1671 Sasko-Výmarsko-Eisenašsko, od 1815 velkovévodství).

## Dynastie Sachsen-Coburg und Gotha

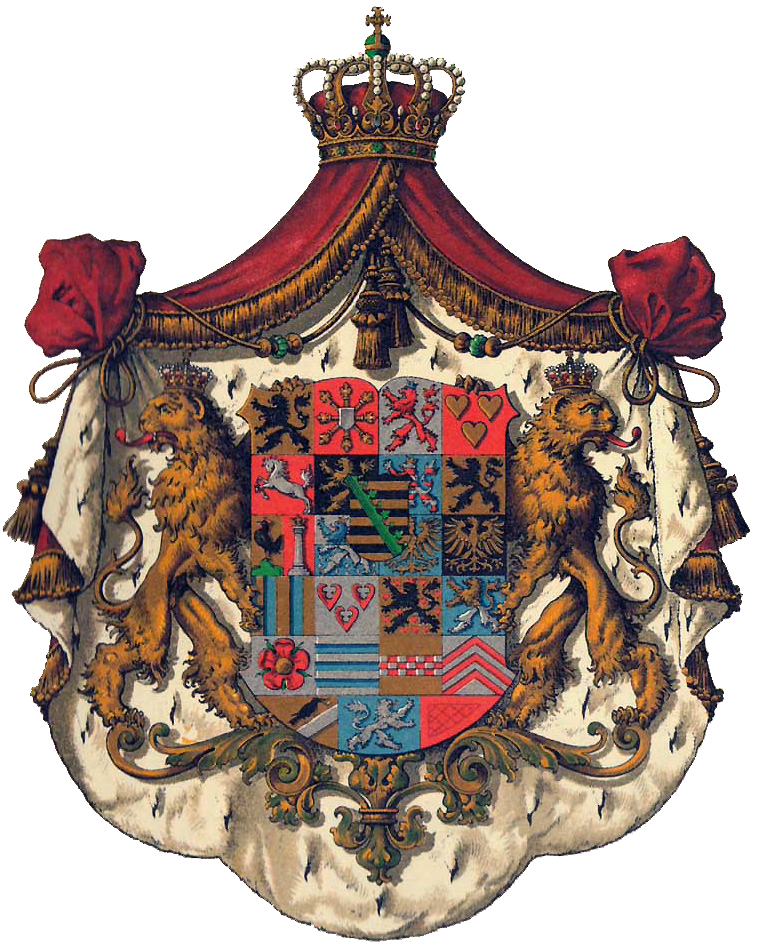
Rodový erb Wettinů

Z vévodství Sachsen-Coburg und Gotha pochází nejvýznamnější větev rodu Wettinů, dynastie Sasko-Kobursko-Gothajská (původně Sasko-kobursko-saalfeldská). Až do počátku 19. století byla prakticky nejméně významnou větví rodu a vládla jen velmi malému státečku. Úspěšnou sňatkovou politikou se stala nejmocnějším panovnickým rodem Evropy.
Princ Albert von Sachsen-Coburg und Gotha se oženil s anglickou královnou Viktorií (jejíž matka také pocházela z tohoto rodu) a jeho potomci (syn Eduard VII., vnuk Jiří V., pravnuci Eduard VIII. a Jiří VI. a prapravnučka Alžběta II.) se stali vládci Velké Británie.
Princ Ferdinand von Sachsen-Coburg und Gotha se roku 1836 oženil s portugalskou královnou Marií II. a stal se portugalským králem Ferdinandem II. (stejně jako jeho synové Petr V. a Ludvík I., vnuk Karel I. a pravnuk Manuel II.), Wettinové zde vládli až do roku 1910, kdy Portugalsko vyhlásilo republiku.
Princ Ferdinand von Sachsen-Coburg und Gotha se stal roku 1887 bulharským knížetem a roku 1908 carem. Po něm vládli jeho syn Boris III. a vnuk Simeon II. až do roku 1946, kdy byla svržena monarchie.
Roku 1831 byl princ Leopold von Sachsen-Coburg und Gotha zvolen králem belgickým, jeho následníky se stali syn Leopold II., vnuk Albert I., pravnuk Leopold III. a prapravnuci Balduin I. a Albert II. se synem a od roku 2014 králem Filipem.
Na počátku 20. století tak byla dynastie Wettinů, respektive její větev, pocházející z knížectví Sachsen-Coburg-Gotha nejmocnější dynastií na světě.

## Ovládaná území
Počátkem 20. století vládli Wettinové jako:
- králové:
  - Belgie (dynastie sasko-kobursko-gothajská, od roku 1831 dosud)
  - Bulharska (dynastie sasko-kobursko-gotha-kohárská, v letech 1887–1946; poslední panovník Simeon II. se později jako občan stal premiérem)
  - Portugalska (dynastie Braganza-Wettin, v letech 1837–1910)
  - Saska (hlavní rodová linie, v letech 1423–1918)
  - Velké Británie a Irska (dynastie windsorská, v letech 1901–2022)
- velkovévodové
  - sasko-výmarsko-eisenašští
- vévodové
  - sasko-meiningensko-hildburghausenští
  - sasko-altenburští
  - sasko-kobursko-gothští

Britská větev dynastie sasko-kobursko-gothajské, od roku 1917 nazývaná dynastií windsorskou, vládla Spojenému království a Commonwealthu do roku 2022, kdy zemřela královna Alžběta II. – její syn a nástupce Karel III. je v mužské linii členem glücksburské větve rodu oldenburského. Používaný název britské dynastie je ovšem nadále Windsorská.
Počínaje rokem 2022 tak Wettinové vládnou již pouze v Belgii, osobou krále Filipa. Jelikož jeho následníkem je jeho dcera Alžběta, lze očekávat, že z tradičního dynastického hlediska (přebírání rodové příslušnosti po otci) skončí během 21. století jejich vláda i zde (pokud se princezna Alžběta neprovdá za jiného Wettina).

## Větve rodu
- Sasko-kobursko-gothajská
  - Windsorové – rod vládnoucí ve Spojeném království a Commonwealthu (od roku 2022 jde o linii rodu oldenburského)
  - Belgická – panující od roku 1831 v Belgii
  - Bulharská (Kohárská) – panující od 1887 do 1946 v Bulharsku, monarchie pak zrušena
  - Braganza-Sasko-Coburg a Gotha nebo také Braganza-Wettin – od 1853 do 1910 v Portugalsku, monarchie pak zrušena
- Sasko-Kobursko
- Sasko-Altenburg
- Sasko-Výmarsko
- Sasko-Eisenach
- Sasko-Gotha
- Sasko-Gotha a Altenburg
- Sasko-Meiningen
- Sasko-Hildburghausen
- Sasko-Zeitz
- Sasko-Merseburg
- Sasko-Weissenfels
- Sasko-Landsberg
- Sasko-Jena